# Mahadevapura, Challakere
Mahadevapura là một làng thuộc tehsil Challakere, huyện Chitradurga, bang Karnataka, Ấn Độ.